# (320790) Anestin
(320790) Anestin est un astéroïde de la ceinture principale.

## Description
(320790) Anestin est un astéroïde de la ceinture principale. Il fut découvert le 12 mars 2008 à La Silla par le programme EURONEAR. Il présente une orbite caractérisée par un demi-grand axe de 2,58 UA, une excentricité de 0,16 et une inclinaison de 17,0° par rapport à l'écliptique.

## Compléments